# Ch’ŏnma-ho
Der Ch’ŏnma-ho, auch Chonma-ho (Chosŏn'gŭl: 천마호; Hanja: 天馬號) ist ein nordkoreanischer Kampfpanzer. Der ursprüngliche Ch'ŏnma-ho basiert auf dem sowjetischen T-62, mindestens fünf verschiedene Versionen des Panzers waren oder sind im Einsatz. Seit seiner Einführung hat der Ch'ŏnma-ho mehrere Kampfwertsteigerungen erhalten.
Nordkorea stellte im Herbst 2024 ein Nachfolgemodell namens Tianma 2 auf einer Messe vor. Er hat eine automatische Nachladung, das heißt er braucht keinen Ladeschützen und deshalb nur drei statt vier Mann Besatzung.
Er hat wohl eine 125-mm-Kanone. Als Zweitwaffe ist ein 12,7-mm-Maschinengewehr verbaut.
Ob es eine Serienfertigung gibt, ist nicht bekannt.
Nordkoreas Waffentechnik findet besondere Aufmerksamkeit seit nordkoreanische Soldaten an der Seite Russlands am völkerrechtswidrigen Angriffskrieg gegen die Ukraine teilnehmen.

## Entwicklungsgeschichte
Nach dem Koreakrieg, dessen Kampfhandlungen bis Juli 1953 andauerten, benötigte Nordkorea dringend modernere Ausrüstung. Vor dem Beginn des Koreakrieges hatte das Land 379 T-34 von der Sowjetunion erhalten, die rund 30 Jahre diktatorisch von Stalin regiert wurde.
Obwohl nicht viel über das nordkoreanische Militär nach der Kriegszeit bekannt ist, gilt es als sicher, dass das Land viele verschiedene Arten von Panzern besitzt. Darunter sind Type 59, Type 62, T-54, der T-62 (auf dem der Ch'ŏnma-ho basiert) und möglicherweise T-72.

## Einsatzprofil

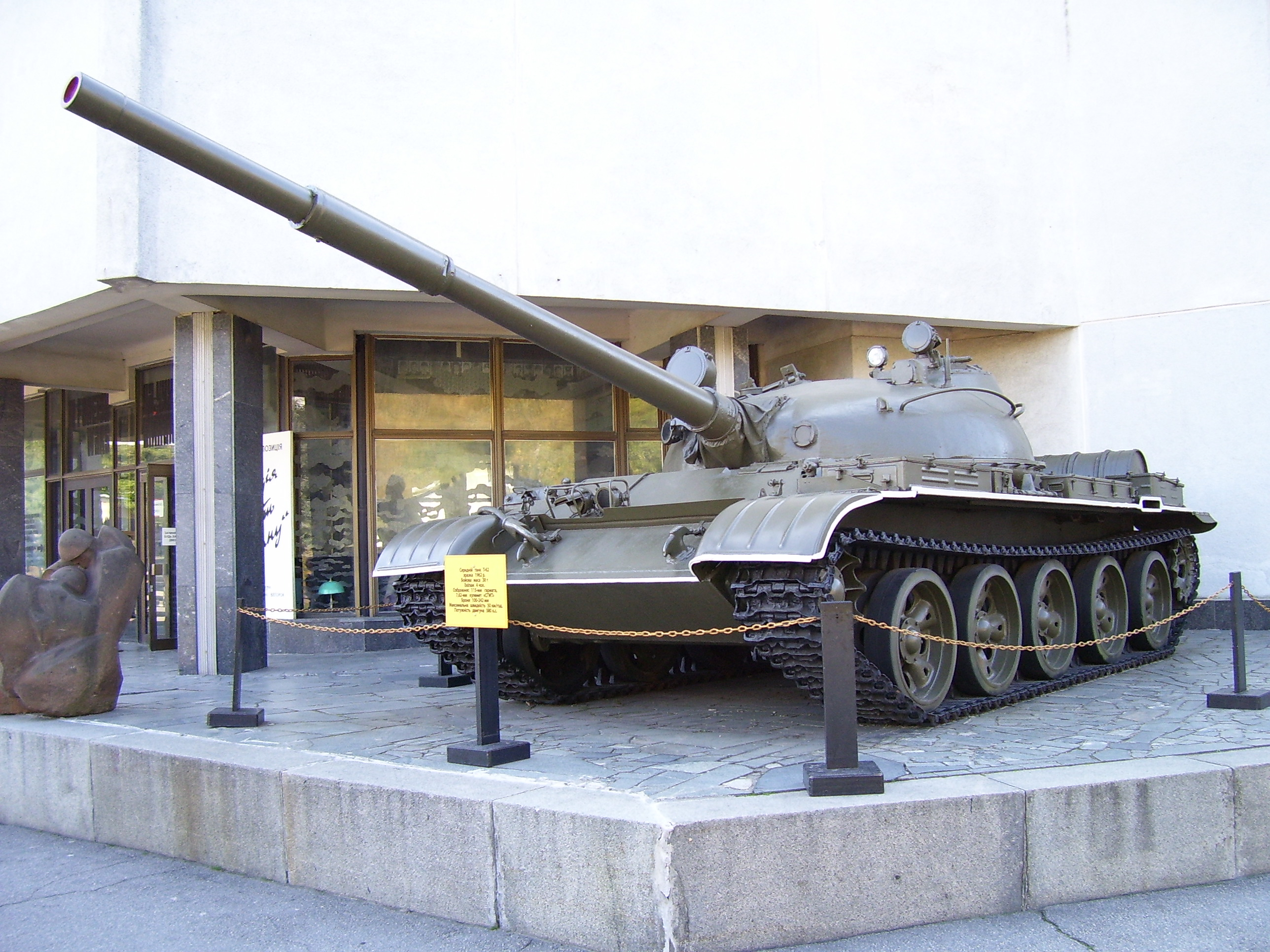
Sowjetischer T-62. Der Ch'ŏnma-ho ist eine direkte Kopie des T-62 mit diversen Änderungen.

Der Ch'ŏnma-ho wurde den wichtigsten nordkoreanischen Panzerdivisionen zugeteilt und würde einen Versuch zum Durchbrechen der südkoreanischen Verteidigungslinien anführen. Andere Panzer spielen eine untergeordnete Rolle oder sind auf die vier mechanisierten Divisionen verteilt.
Der Ch'ŏnma-ho ist ein Ergebnis der Chuch’e-Ideologie oder Eigenständigkeit, die auch viele selbstproduzierte Panzerartilleriegeschütze beinhaltet. Nordkorea übernahm das sowjetische Konzept der Gefechtsführung der verbundenen Waffen; die sehr große Panzerflotte des Landes unterstreicht das. Der Ch'ŏnma-ho kann auch als Versuch gesehen werden, den technischen Rückstand gegenüber Südkorea mit dem K1A1 und dem amerikanischen M1 Abrams zu verringern.

## Nutzerstaaten

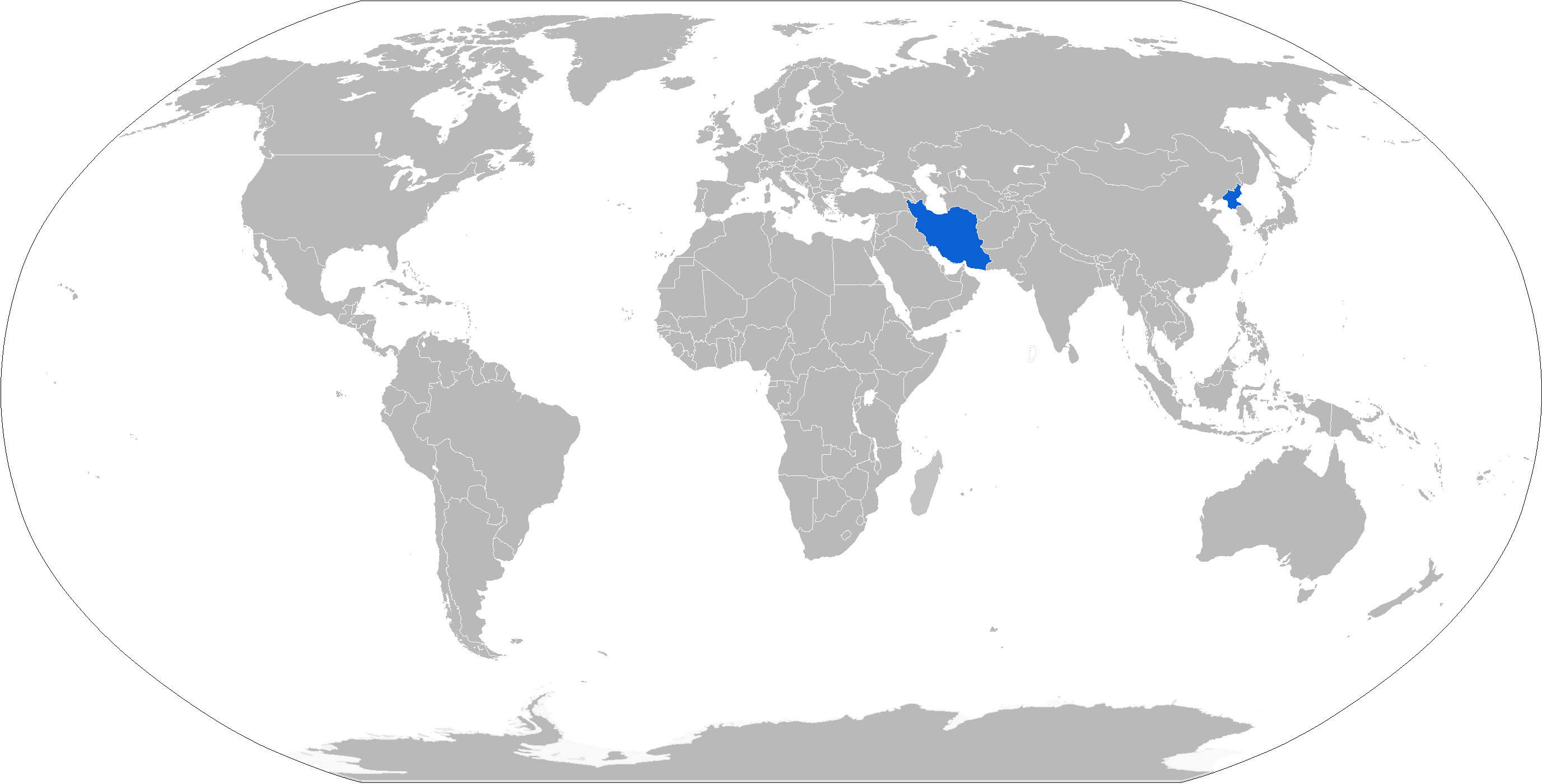
Karte der Benutzer des Ch'ŏnma-ho in blau

- Iran – 150 im Jahre 1981 von Nordkorea bestellt und zwischen 1982 und 1985 geliefert.[2]
- Nordkorea – Von 1980 bis 1989 wurden 470 Exemplare produziert.[2] Mittlerweile sind etwa 1000 Ch'ŏnma-ho neben rund 800 T-62 im Einsatz.